# Agyneta breviceps
Espèce
Agyneta breviceps est une espèce d'araignées aranéomorphes de la famille des Linyphiidae.

## Distribution
Cette espèce est endémique de Finlande.

## Publication originale
- Hippa & Oksala, 1985 : A review of some Holarctic Agyneta Hull s. str. (Araneae, Linyphiidae). Bulletin of the British Arachnological Society, vol. 6, no 7, p. 277-288.